# Simone Rapp
Simone Enea Rapp (* 1. Oktober 1992 in Cugnasco) ist ein Schweizer Fussballspieler.

## Karriere
Simone Rapp kam 2015 zum FC Thun, wo er seine ersten Saisons in der Super League spielte und zum Leistungsträger wurde. Im Wintertransferfenster 2018 wechselte er für eine siebenstellige Ablösesumme zum FC Lausanne-Sport, mit welchem er zum Ende der Saison abstieg.
Trotz ansprechenden Leistungen von Rapp in der Challenge League suchte Lausanne-Sport für die zweite Saisonhälfte einen anderen Stürmertypen, worauf Rapp nahegelegt wurde, einen anderen Verein zu suchen. So ging er auf Leihbasis für ein halbes Jahr dem FC St. Gallen an und kehrte für die Saison 2019/20 ebenfalls auf Leihbasis zum FC Thun zurück.
Nach einer Station beim rumänischen Erstligisten Sepsi OSK Sfântu Gheorghe, dem er sich zur Rückrunde der Spielzeit 2020/21 anschloss und bis Saisonende auf zwei Einsätze in der Liga 1 kam, wechselte er zur folgenden Spielzeit 2021/22 zum in der Schweizer Challenge League spielenden FC Vaduz nach Liechtenstein.
Im Sommer 2022 wechselte er zum deutschen Zweitligisten Karlsruher SC. Nach einer Saison in der zweiten Bundesliga wechselte er im Sommer 2023 zu Neuchâtel Xamax. Erneut nur ein Jahr später ging Rapp weiter zum Ligarivalen FC Wil.